# Lopingiense
| Era Eratema | Periodo Sistema | Época Serie                | Edad Piso                      | Inicio, en millones de años |
| ----------- | --------------- | -------------------------- | ------------------------------ | --------------------------- |
| Paleozoico  | Pérmico         | Lopingiense Lopingiano     | Changhsingiense Changhsingiano | 254,2±0,1                   |
| Paleozoico  | Pérmico         | Lopingiense Lopingiano     | Wuchiapingiense Wuchiapingiano | 259,51±0,21                 |
| Paleozoico  | Pérmico         | Guadalupiense Guadalupiano | Capitaniense Capitaniano       | 264,28±0,16                 |
| Paleozoico  | Pérmico         | Guadalupiense Guadalupiano | Wordiense Wordiano             | 266,9±0,4                   |
| Paleozoico  | Pérmico         | Guadalupiense Guadalupiano | Roadiense Roadiano             | 274,4±0,4                   |
| Paleozoico  | Pérmico         | Cisuraliense Cisuraliano   | Kunguriense Kunguriano         | 283,3±0,4                   |
| Paleozoico  | Pérmico         | Cisuraliense Cisuraliano   | Artinskiense Artinskiano       | 290,1±0,1                   |
| Paleozoico  | Pérmico         | Cisuraliense Cisuraliano   | Sakmariense Sakmariano         | 293,52±0,17                 |
| Paleozoico  | Pérmico         | Cisuraliense Cisuraliano   | Asseliense Asseliano           | 298,9±0,2                   |
| Paleozoico  | Carbonífero     | Carbonífero                | Carbonífero                    | 358,86±0,19                 |
| Paleozoico  | Devónico        | Devónico                   | Devónico                       | 419,62±1,36                 |
| Paleozoico  | Silúrico        | Silúrico                   | Silúrico                       | 443,1±0,9                   |
| Paleozoico  | Ordovícico      | Ordovícico                 | Ordovícico                     | 486,8 ±1,5                  |
| Paleozoico  | Cámbrico        | Cámbrico                   | Cámbrico                       | 538,8±0,6                   |

El Lopingiense o Lopingiano es la tercera y última serie y época del Pérmico y del Paleozoico en la escala temporal geológica. Sucede al Guadalupiense y antecede al Triásico Inferior (primera serie del Triásico y del Mesozoico). Comienza hace unos 259 millones de años y finaliza hace unos 252 millones de años. Está dividido en dos pisos/edades: Wuchiapingiense y Changhsingiense.
El Lopingiense es, a menudo, sinónimo de los términos informales Pérmico Superior (para la serie) y Pérmico Tardío (para la época).
El nombre fue introducido por Amadeus William Grabau en 1931 y deriva de Leping, Jiangxi en China. 
Evidencias de ciclos de Milankovitch sugieren que la longitud de un día de la Tierra durante esta época fue aproximadamente de 22 horas.    
El Lopingiense terminó con la Extinción masiva del Pérmico-Triásico.    